# Битка за Тулаги, Гавуту и Танамбого
Битка за Тулаги, Гавуту и Танамбого је била копнена битка на Соломоновим острвима, Пацифик, за време Другог светског рата, и трајала је од 7. до 9. августа 1942. године. Битка је вођена између копнених снага јапанске царске морнарица и савезника (већином америчких маринаца), током почетних савезничких искрцавања за време Гвадалканаске кампање.
У бици, амерички маринци, под општом командом генерал-мајора Александер Вандегрифта, успешно су се искрцали и заузели острва Тулаги, Гавуту и Танамбого, између којих је јапанска царска морнарица градила морнаричку базу, и базу за хидроавионе. Искрцавања су наишла на жесток отпор јапанских морнаричких трупа, које су бројчано и по наоружању биле слабије од савезничких снага, али су се бориле скоро до последњег човека.
У исто време кад су отпочела искрцавања на Тулаги, Гавуту и Танамбого, савезничке снаге су се такође искрцале на оближњи Гвадалканал, са главним циљем да заузму јапански аеродром, који је још увек био у изградњи. Упоређујући жестоке борбе за Тулаги и Гавуту, искрцавање на Гвадалканал је прошло много лакше. Искрцавањем на Тулаги и Гвадалканал, отпочела је шест месеци дугачка Гвадалканалска кампања, за време које ће се одиграти читава серија копнених и поморских битака између савезничких и јапанских снага у области Соломонових острва.

## Позадина
Дана, 7. децембра 1941. године, Јапанци су извели напад на америчку пацифичку флоту у Перл Харбору, Хаваји. У нападу је оштећен велики број америчких бојних бродова, и формално је означио почетак рата узмеђу две нације. Почетни ратни циљеви јапанских вођа су били: неутралисати америчку флоту, освојити области богате природним ресурсима и успоставити стратегијске војне базе у Азији и на Пацифику, ради одбране јапанског царства. У склопу ових циљева, јапанске снаге нападају и заузимају Филипине, Тајланд, Малају, Сингапур, Холандску Источну Индију, острво Вејк, Гилбертова острва, Нову Британију и Гвам.
Два покушаја Јапанаца да прошире своје одбрамбене париметре у јужном и централном Пацифику, доводе до битке у Коралном мору (мај 1942) и битке за Мидвеј (јун 1942). Ове две стратегијске победе савезника, доводе до могућности да они преузму иницијативу и покрену офанзиву против Јапанаца било где на Пацифику. Савезници су изабрали Соломонова острва, посебно јужна Соломонова острва; Гвадалканал, Тулаги и Флорида, као локацију за њихову прву офанзиву.
Као део операције, која је довела до битке у Коралном мору, јапанска морнарица је послала трупе да окупира Тулаги и суседна острва, на југу Соломонових острва. Ове трупе, већим делом припадници 3. „Куре“ специјалне десантне јединице, окупирају Тулаги 3. маја 1942. године, и почињу са изградњом једне базе за хидроавионе, комуникације, и попуну бродова горивом, између острва Тулаги, Гавуту, Танамбого и Флорида, која је требало убрзо да постане оперативна. Обавештени о јапанским напорима на Тулагију, савезници повећавају своје интересовање почетком јула 1942. године, када је јапанска морнарица отпочела са градњом једног већег аеродрома у близини Лунга Поинта, на оближњем Гвадалканалу. Августа 1942. године, Јапанци си имали око 900 војника на Тулагију и оближњим острвима, и око 2.800 кадровског особља (већина од њих су били Корејанци или јапански стручњаци за изградњу и радници) на Гвадалканалу. Улога аеродрома, чим се заврши, требало је да буде: заштита главне базе Рабаул, претња савезничким снабдевачким и комуникационим линијама, и утврђена тачка за могуће будуће офанзиве ка Фиџију, Новој Каледонији и острвима Самоа.
Савезнички план напада на јужна Соломонова острва, израдео је адмирал Ернест Кинг, командант Америчке ратне морнарице. Он предлаже офанзиву на јужна Соломонових острва, како их Јапанци не би могли користити као базу за прекидање снабдевачких линија између САД и Аустралије, а затим би та острва требало употребити као полазну тачку за нову кампању, чији би циљ био неутрализација и освајање велике јапанске базе у Рабаулу, докле би се у исто време помогла савезничка кампања на Новој Гвинеји. Крајњи циљ ове офанзиве, био би отворени пут за повратак Филипина у америчке руке. Амерички адмирал Честер Нимиц, савезнички командант пацифичких снага, ствара Јужно-Пацифички театар, са америчким вицеадмиралом Робетром Л. Гормлием на челу, који је требало да руководи савезничком офанзивом на Соломонима.
Припремајући се за офанзивна дејства, маја 1942. године, амерички генерал-мајор Александер Вандегрифт, добија наређење да покрене своју 1. дивизију маринаца, са Новог Зеланда. Остале савезничке копнене, морнаричке и ваздухопловне снаге, биле су послате ка успостављеним базама на Фиџију, Новој Каледонијии и Самоа острвима. Острво Еспириту Санто на Новим Хебридима је одабрано за главни штаб и основну базу за предстојећу офанзиву, кодног имена "Operation Watchtower", а за датум њеног почетка је одређен 7. август 1942. године. По првобитном плану, искрцавања је требало извести на Тулаги и острвима Санта Круз, изостављајући Гвадалканал. Међутим, након што су савезнички извиђачи открили да Јапанци граде аеродром на Гвадалканалу, дата је предност заузимању Гвадалканала, а из плана је отпало искрцавање на Санта Круз острва.
Савезничка експедициона флота, која је учествовала у опеарцији "Watchtower", сатојале су се од 75 америчких и аустралијских ратних и транспортних бродова, окупљених 26. јула 1942. године у близини Фиџија, и ангажована је у једном пробном искрцавању, пре него што ће да крене ка Гвадалканалу. Вандегрифт је био општи командант 16.000 савезничких (већином америчких маринаца) копнених снага, ангажованих у искрцавањима, и лично је предводио јуриш на Гвадалканал. Командант 3.000 америчких маринаца, одређених да се искрцају на Тулаги, и острва у близини Флориде, Гавуту и Танамбого, био је амерички бригадни генерал Вилијам Х. Рупертус, и налазио се на транспортном броду Neville.

## Битка

### Увод у битку
Лоше време је помогло савезничкој експедиционој флоти, да стигне у близини Гвадалканала, ујутру 7. августа 1942. године, непримећена од Јапанаца. Јапанци су ухватили радио-сигнал од долазећих савезничких снага, и спемали су се, да пошаљу један извиђачки авиона, чим сване. Бродови десантних снага су били подељени у две групе; једна је требало да изврши напад на Гвадалканал, а дуга је имала здатак да нападне Флориду, Тулаги, Гавуту и Танамбого. Авиони са носача авиона Весп, бомбардовали су јапанска постројења на Тулагију, Гавуту, Танамбогу и Флориди, док су митраљеском ватром уништили 15 јапанских хидроавиона, усидрених у близини ових острва. Неколико хидроавина је имало упаљене моторе, и спремали су се да узлете, те су уништени заједно са њиховим посадама и већим бројем помоћног особља.
Америчка лака крстарица Сан Хуан и разарачи Мансен и Бученен, гранатирају предвиђена места искрцавања на Тулагију и Флориди. Покривајући напад на Тулаги, Гавуту и Танамбого, маринци из 1. батаљона, 2. пука маринаца, искрцавају се у 07:40 сати, на небрањено острво Флорида. Они су предвођени до својих цељева од неколико Аустралијанаца, као што је поручник Френк Стекпул, који је добро познавао област Тулаги-Флорида, пошто је раније радио и живео у тој области.

### Битка за Тулаги
У 08:00 сати, два батаљона америчких маринаца; 1. рејдерски батаљон, који је био под командом потпуковнима Едсона (Едсонови рејдери), и 2. батаљон, 5. пука маринаца, искрцавају се без борбе на западну обалу Тулагија, приближно по средини овог острва, издуженог облика. Велики слојеви корала, онемогућили су десантним бродовима да дођу до саме обале. Међутим, маринци су били способни да прегазе приближно још 100 метара, без сметње од јапански снага, које су биле очигледно изненађене савезничким искрцавањем и нису успеле да организују било какав отпор. У исто време, јапанске снаге на острвима Тулаги и Гавуту, које су биле састављене од једног одреда 3. „Куре“ специјалне поморско-десантне јединици, плус људство из Јокохама ваздушне групе, под командом капетана Шигетоши Мијазакија, шаљу једну поруку свом команданту у Рабаулу, капетану Садајоши Јамади, да су нападнути, и да су уништили своју опрему за градњу и повељива документа. Порука је завршена следећим текстом: „Непријатељске снаге су много пута надмоћније, Бранићемо се до последњег човека“. Масааки Сузуки, командант специјалне морнаричко-десантне јединице, наређује својим снагама да припреме одбрамбене позиције на острвима Тулаги и Гавуту.
 Други батаљон, 5. пука маринаца, се након обезбеђења северозападног краја острва Тулаги, прикључио Едсоновим рејдерима у њиховом напредовању ка југоисточном крају острва. Маринци напредују ка југоистоку до краја дана, и притом уништавају неколико издвојених јапанских одбрамбених тачака. Око поднева, Сузуки је ре-организовао своју одбрану у линији дуж једног брега - названог од савезника „Брег 281“ (у неким изворима стоји „Брег 280“), због његове надморске висине – а један део у клисури која се налазила скоро на самом југоисточном крају острва. Јапанска одбрана се састојала од дванаест подземних канала, ископаних у кречњачким гребенима брега, и митраљеских положаја, који су били заштићени врећама напуњеним песком. Маринци стижу до јапанских положаја пред сумрак, и схвативши да више немају довољно дневне светлости за предузимање потпуног напада, они се укопавају.

Током ноћи, Јапанци нападају положаје маринаца пет пута, отпочевши од 22:30 сати. Напади су се састојали од фронталних јуриша појединаца и мањих група, покушавајући да достигну Едсоново командно место, што доводи до борбе прса у прса са маринцима. Јапанци успевају привремено да се пробију кроз линију маринаца и заробљавају један митраљез, али су убрзо одбачени на полазне положаје. Претрпевши мање губитке, положаји маринаца су се одржали остатак ноћи. Јапанци су претрпели тешке губитке у овим нападима. Током ноћне борбе, један маринац, Едвард Х. Аренс, је убио 13 Јапанаца, који су јуришали на његов положај, пре него што је био убијен. Описујући јапанске нападе на положаје маринаца током ноћи, очевидац, маринац Пете Спаракино је рекао: 
| „ | ... пао је потпун мрак. Било је покрета ка предњој линији фронта... могли сте чути њихово брбљање. Затим, непријатељ је установио једну пукотину и отпочео је са протрчавањем кроз тај пролаз. Та празнина је затворена доласком још једног одељења на то место. Неколико Јапанаца је пузило унутар границе од 20 метара, од одељења Френка Гуидона. Френк отпочиње да баца гранате, из лежећег положаја. Његове гранате су пале на око 15 метара од нашег положаја и ми смо лежали док оне нису експлодирале. Непријатељ је био свуда около. То је било брутално и смртоносно. Ми смо били опрезни, како не би убили наше другове. Иако смо били уморни, остали смо будни, да не би били убијени. | ” |

У зору 8. августа 1942. године, 6 јапанских војника, који су остали сакривени испод улаза у бивши британски колонијални штаб, пуцају и убијају 3 маринца. У наредних пет минута, други маринци бацају гранате и убијају свих 6 Јапанаца. Касније тог јутра, маринци, након што су добили појачање, које је чинио 2. батаљон, 2. пука маринаца, опкољавају „Брег 281“ и кланац, и гранатирају из минобацача обе локације до краја преподнева. По завршеној минобацачкој ватри, маринци јуришају на обе позиције, употребљавајући импровизована експлозивна пуњења, како би убили јапанске браниоце, који су се налазили у многобројним јамама и утврђеним позицијама између брега и кланца. Користећи импровизована експлозивна пуњења, уништени су засебни јапански борбени положаји. Значајнији јапански отпор, престао је да постоји по подне истог дана, мада су преостали поједини јапански војници, убијени у наредних неколико дана. У бици за Тулаги, погинуло је 307 јапанских и 45 америчких војника, а 3 јапанска војника су заробљена.

### Битка за Гавуту и Танамбого
У приобаљу острвца Гавути и Танамбого, Јапанци су били при крају са изградњом базе за хидроавиона, а на њима се налазило 536 припадника јапанске морнарице из Јокохама ваздушне груке и 3. „Куре“ специјалне поморско-десантне јединице, као и корејски и јапански цивили из 14. грађевинарске јединице. Ова два острвца су била у бити корални брегови, високи око 42 метара, а повезана су једно са другим, једним насипом дугим око 500 метара. Брегови на оствима Гавуту и Танамбого су названи од савезника „Брег 148“ и „Брег 121“, на основу њихове надморске висини у фитима. Јапанци су на оба острва око брегова направили велики број јама, ровова и митраљеских гнезда. Такође, снаге на ова два острва су могле међусобно да се помажу, пошто је раздаљина између острва била у домету митраљеза. Савезници су били у заблуди, верујући да се на ова два острва налази свега окок 200 јапанских војника и грађевинарских радника.
У 12:00 сати, 7. августа 1942. године, 397 војника из 1. падобранског батаљона маринаца, отпочело је са нападом на острво Гавуту. Почетак напада је био планиран за подне, пошто није било довољно авиона који би пружили адекватну подршу у исто време, искрцавањима на Гвадалканал, Тилаги, Гавуту и Танамбого. Претходно морнаричко бомбардовање је оштетило рампу за хидроавионе, присиљавајући десантне бродове да искрцају маринце на један брисани простор у близини мале плаже и дока. Ватра из јапанских митраљеза, проузрокује велике губитке савезника, убијајучи или рањавајући сваког десетог маринца који се искрцао, док су они журили ка унутрашњости копна и покушавали да избегну унакрсну ватру, са оба острва.
Преживели маринци су успели да разместе два своја митраљеза, и да савладају отпор Јапанаца у рововима на Гавуту, омогућавајући осталим маринцима да стигну до обале, од места искрцавања. Тражећи заштиту, маринци отпочињу да се разилазе и брзо се прибијају уз земљу. Капетан Џорџ Стелингс, батаљонски официр за операције, наређује маринцима да отпочну са митраљеском и монобацачком ватром по јапанским митраљеским положајима на Танамбого. Убрзо затим, амерички обрушавајући бомбардери бацају неколико бомбе на Танамбого, умањујући прилично јачину паљбе са те локације.
Након скоро два сата борбе, маринци достижу, и успињу се на „Брег 148“. Полазећи од врха, маринци започињу са чишћењем јапанских борбених тачака на брду, које су углавном уништене експлозивним пуњењима, гранатама и борбом прса у прса. Са врха „Брега 148“, маринци су такође отворили ватру на Танамбого. Командант батаљона маринаца на Гавуту, шаље радиом једну поруку генералу Рапертусу, у којој тражи да му се пошаље појачање пре него што изврши напад на Танамбого.
Већина од 240 јапанских бранилаца на Танамбогу, били су чланови посаде хидроавиона и ремонтно особље из Јокохама ваздушне грипе. Рупертус издваја једну чету маринаца из 1. батаљона, 2. пука маринаца, са острва Флорида, да помогну у јуриши на Танамбого, љутећи се на обавештење из његовог штаба, да једна чета није довољна. Погрешно верујући да је Танамбого био само лако брањен, ова чета врши један анфибијски јуриш директно на Танамбого, убрзо након пада мрака, 7. августа 1942. године. Осветљени услед морнаричког бомбардовања овог острва, пет десантних чамаца са маринцима се нашло под тешком ватром, док су се приближавали обали, услед чега је велики број њих убијен или рањен, а оштећена су и три десантна чамца. Схвативши да је положај на Танембогу био неодржив, командант чете маринаца наређу преосталим чамцима да се повуку заједно са рањеним маринцима, а он сам, и дванаест преосталих маринаца, трче преко насипа ка острву Гавуту. Јапанци на Танамбогу су током борби овог дана, имали свега 10 погинулих.
Током ноћи, док су Јапанци вршили издвојене нападе на положаје маринаца на острву Гавуту, под заштитом јаке олује са грмљавином, Вандергрифт се припремио да пошаље појачање, које би требало да учествује у новом нападу на Танамбого. Трећи батаљон, 2. пука маринаца, укрцан је на бродове код Гвадалканала, и обавештен је да ће 8. августа извршити напад на Танамбого.
Трећи батаљон отпочиње искрцавање на Гавуту 8. августа у 10:00 сати, и помаже у уништењу преостале јапанске одбране на том острву, које је завршено до 12:00 сати. Након тога се 3. батаљон припрема за напад на Танамбого. Маринци на Гавуту су се припремили да обезбеде ватрену подршку нападу. У припрепреми за напад, затражено је дејство обрушавајућих бомбардера са америчких носача авиона и артиљерије са ратних бродова. Након што су амерички авиони грешком два пута бацили бомбе на маринце, убијајући четворицу, даљи напади авиона су отказани. Међутим, крстарица Сан Хуан, врши исправно коректуру ватре, и гранатира око 30 минута јапанске положаје на Танамбогу. Маринци отпочињу са нападом у 16:15 сати, истовремено десантним чамцима и јуришем преко насипа, и уз помоћ два лака тенка Стјуарт, отпочињу са напредовањем ка јапанским одбрамбеним положајима. Један од тенкова који остаје приљубњен уз један пањ и издвојен од маринаца, бива опкољен од једне „помахнитале гомиле“ од око 50 јапанских војника. Јапански војници су отворили густу ватру на тенк, убијајући два члана посаде и рањавајући још два, пре него што је већина од њих убијена пушчаном ватром маринаца. Маринци су касније избројали 42 јапанска тела око изгорелог трупа тенка, укључујући и лешеве извршног официра Јокохама групе и неколико пилота хидроавиона. Један од преживелих јапанских војника, који је учествовао у напду на тенк је рекао: „Сећам се да сам видео свог команданта, поручник Сабуро Кацута, на врху тенка. То је био последњи пут, кад сам га видео“.
Током дана, маринци систематски динамитом уништавају јапанске утврђене тачке по пећинама, већину од њих до 21:00 сати. Неколико преживелих јапанских војника, изводе током ноћи појединачне нападе, доводећи до борбе прса у прса. Од поднева 9. августа, и последњи јапански отпор на Танамбогу је престао. У бици за Гавуту и Танамбого, погинуло је 476 јапанских бранилаца и 70 америчких маринаца и морнаричког особља. Од 20 јапанских заробљеника, већина од њих нису били јапански војнци, већ корејски радници који су припадали јапанској грађевинарској јединици.

### Искрцавање на Гвадалканал
За разлику од искрцавања на Тулаги, Гавуту и Танамбого, искрцавање на Гвадалканал је наишло на много мањи отпор. У 09:10 сати, 7. августа 1942. године, генерал Вандегрифт и 11.000 маринаца су стигли на обалу Гвадалканала, између Коли Поинта и Лунга Поинта. Напредујући ка Лунга Поинти. Они не наилазе на никакав отпор, осим на замршене шумске потоке, и одмарају се током ноћи на око 1.000 метара од аеродрома код Лунга Поинта. Следећег дана, 8. августа, уз веома мали отпор, маринци напредују све до реке Лунга и обезбеђују аеродром до 16:00 сати. Јапанске морнаричке грађевинарске јединице су напустиле област аеродрома, остављајући храну, снабдевања, возила и недирнуту опрему за изградњу.

## Последице
Током битке, око 80 Јапанаца је побегло пливајући са острва Тулаги, Гавуту и Танамбого, до острва Флорида. Међутим тамо су они сви убијени од патрола маринаца и одбрамбених снага Британског протектората Соломонових острва, током наредна два месеца.
Савезници брзо преправљају сидриште код Тулагија - једна од мањих природних лука на јужном пацифику - у једну поморску базу и станицу за попуну горивом. Током кампање на Гвадалканалу и Соломоновим острвима, Тулаги је служио као важна база за савезничке поморске операције. Пошто су Јапанци ноћу вршили надгледање приобалних вода до краја Гвадалканалске кампање, многи савезнички бродови у области Гвадалканала, који нису могли пловити због мрака, обично су се склањали у базу Тулаги. Савезнички бродови, оштећени у поморским биткама које су се десиле између августа и децембра 1942. године, у околини Гвадалаканала, обично су се усидрили у бази Тулаги ради привременог ремонта, а затим би отишли до неке од главних база где је вршен детаљан ремонт.
Такође, током Гвадалканалске кампање, Тулаги је коришћен као база за америчке торпедне чамце, који су вршили нападе на мисије Токио експреса, којим су Јапанци дотурали појачања и снабдевања до својих снага на Гвадалканалу. Изузев нешто војника, који су остали да граде, одржавају и обезбеђују базу Тулаги, већина америчких маринаца који су извршили напад на Тулаги и суседна острвца, били су убрзо послати на Гвадалканал, где су помагали у одбрани аеродрома, названог од савезника „Хендерсеново поље“, смештеног код Лунга Поинта, јер је он био од великог значаја за савезнике у будућим копненим и поморским биткама, током Гвадалканалске кампање.